# Ukrajna gazdasága

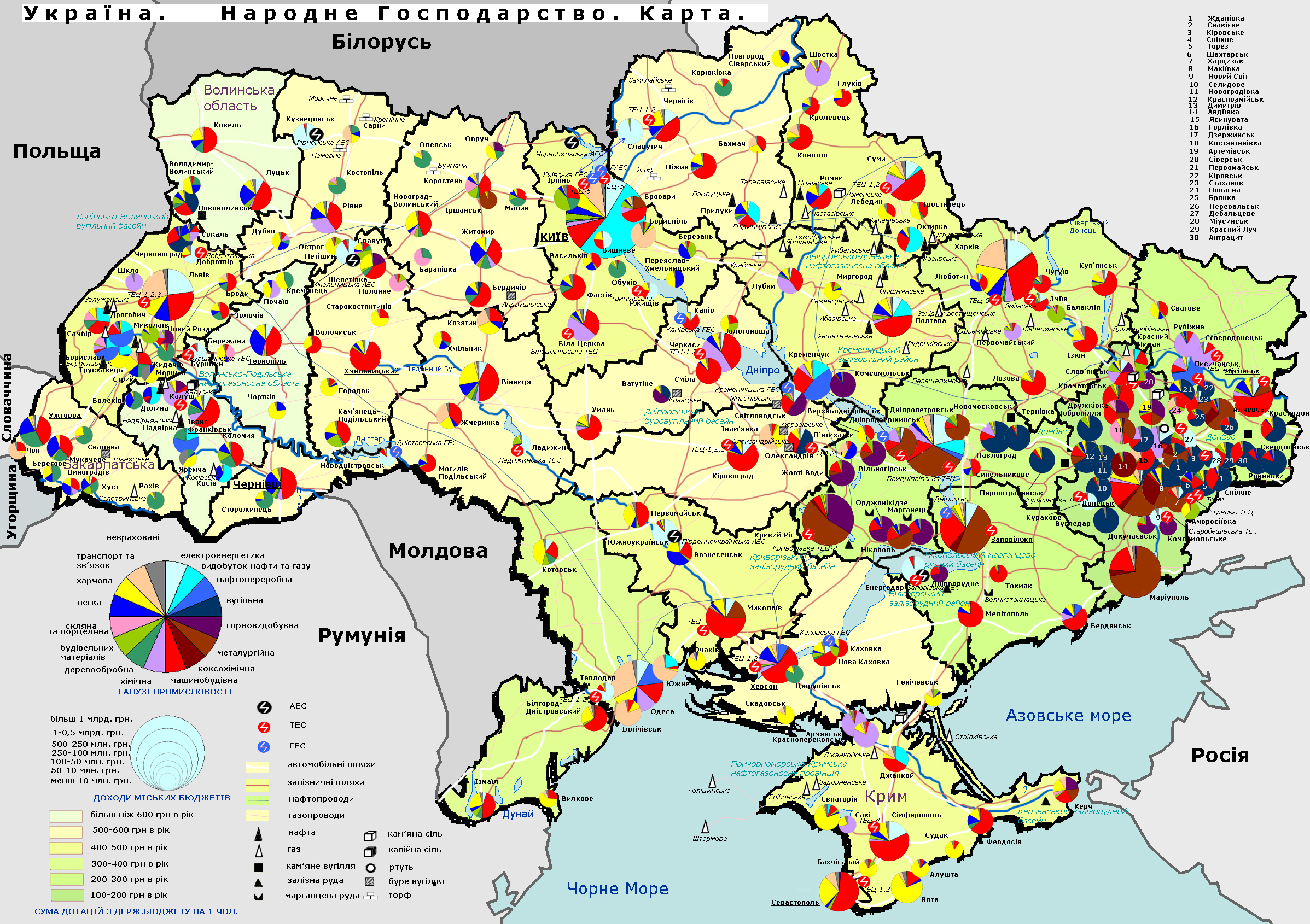
Ukrajna gazdasága

Ukrajna (ukránul Україна) Kelet-Európa egyik állama.

## Általános adatok
A Szovjetunióban Ukrajna fontos mezőgazdasági és ipari övezet volt. Nagyobb gazdasági rendszerváltás hiányában azonban még mindig jelentősen függ Oroszországtól. Energiatermelése az orosz földgázon és kőolajon alapszik. A nagy külgazdasági függőség kiszolgáltatottá teszi az országot a nemzetközi változásoknak. 1993-ban nagy infláció, 1999-ben nagy gazdasági recesszió jellemezte az országot.
2000-et követően az ország gazdasága óriási lendülettel fejlődni kezdett. GDP-je évi 8–12%-kal nőtt.
Szovjetunió összeomlását követően a termelési érték több mint 60%-kal esett vissza. A nehézipar privatizációja és az ipari szerkezet átalakítása még csak napjainkban kezdődött el.
Ukrajna adta egykor a teljes szovjet mezőgazdasági termelés 1/4-ét, s a természeti adottságai révén jelenleg is Európa vezető élelmiszer-szállítója lehetne, de a magángazdaságok kialakítása még csak folyamatban van.
Az energiaszükséglet 85%-a importból származik. 2001-től kezdődött meg az ukrán gazdaság kisebb fellendülése a világpiaci árnál alacsonyabb fémipari és gépipari termékek exportjának növekedése következtében.
2014 elején 1 amerikai dollár 8 ukrán hrivnyát ért.
2014. február 7-én az ukrán jegybank mintegy 9 százalékkal leértékelte az ukrán hrivnya árfolyamát az amerikai dollárral szemben. Februárban még 1 amerikai dollár 8,7080 hrivnya volt a leértékelést követően, ám ez 2014 novemberére 1 USD = 14.4759 UAH árfolyamra változott, ami több, mint 50 százalékos leértékelődés az amerikai dollárral szemben nyolc hónap leforgása alatt.
2014-ben a Kelet-ukrajnai háború és az orosz Gazprommal folytatott gázár vita, valamint a gazdasági teljesítőképesség csökkenésének következtében az ukrán jegybank devizatartalékai az év eleji 20,41 milliárd dollárról mintegy 38,4 százalékos esés után 12,58 milliárd dollárnyira csökkentek. Az egész éves esés egyik legnagyobb arányú csökkenése októberben következett be, amikor is egy hónap alatt 23,2 százalékkal estek vissza az ország devizatartalékai.
2013 decemberében az éves infláció mértéke 0,5% volt.
2014 októberében a havi infláció 2,4% volt. Az év első tíz hónapjában 19 százalékos volt az infláció mértéke, míg az egy évvel korábbi állapothoz képest 19,8%-os volt a pénzromlás üteme. Ugyanebben a hónapban Ukrajna értékesítette aranytartalékának 35 százalékát, azaz 14,3 tonna aranyat, amivel mintegy 562 millió dollárnyi bevételhez jutott az ukrán költségvetés. Ezután az ukrán aranytartalék 26,1 tonna maradt. 2014 januárja és októbere között az ukrán lakosság 110 milliárd hrivnya értékben vett ki pénzt a bankokban elhelyezett betéteiből.
Az ukrán jegybanki alapkamat november 12-étől 14 százalékra nőtt.
2014-ben -6,6%, 2015-ben -9,9 százalék volt a GDP éves csökkenése.
2015. február 5-én az ukrán jegybank 14 százalékról 19,5 százalékra emelte a refinanszírozási rátáját. A jegybank várakozásai alapján 2015-ben 17,2 százalékos infláció várható az országban. A hrivnya először 10 százalékot, majd nap végére 46 százalékot veszített értékéből az amerikai dollárral szemben a kamatemelés hírére. Egy amerikai dollár a délelőtti 13 hrivnyás árfolyam után estére 24,5 hrivnya értékre emelkedett. Az ukrán jegybank deviza- és nemzetközi tartalékai 8 milliárd dollár alá csökkentek 2015 februárjára.
Az ukrán jegybank 25-26 százalékos inflációt vár éves szinten Ukrajnában 2015 év végén, miután az IMF-től kapott pénzügyi segítségért cserébe a világpiaci árak közelébe kell emelni az energetikai fogyasztói árakat, amely alapján 280 százalékos gázáremelést, illetve 60 százalékos távhő áremelést kell végrehajtania az ország energetikai vállalatainak.
2014 decemberére az infláció mértéke éves szinten 24,9% volt, amely januárra 28,5%-ra emelkedett.
Az átlagbér 2015-ben mintegy 3750 hrivnya volt, míg 2018-ban 7500 hrivnya körül alakul.
Az infláció mértéke 2015-ben 40-50 százalék körül alakult, 2016-ban 10 százalék alatt, 2017-ben 15 százalék körül alakult. A pénzromlás 2018-ban 7 százalék lehet, míg 2019-ben a Valutaalap szerint 6 százalékra mérséklődik a pénzromlás üteme. Az ukrán gazdaság akár 3 százalékkal is bővülhet 2018-ban.
2015. március harmadikán az ukrán jegybank 19,5 százalékról 30 százalékra emelte a jegybanki alapkamatot.

### Az ország bruttó nemzeti összterméke
Ukrajnában a következőképpen alakult a GDP értéke az elmúlt években (az értékek milliárd amerikai dollárban értendők):
2007: 142,7; 2008: 180,0; 2009: 117,2; 2010: 136,0, 2011: 163,2, 2012: 175,8; 2013: 183,3, 2014: 133,5; 2015: 91,0; 2016: 93,3; 2017: 104,1.
Az előrejelzések szerint az ország bruttó nemzeti összterméke 2018-ban 109,7 milliárd dollárt fog kitenni, 2019-ben 118,8 milliárd dollárt, míg 2020-ban 128,3 milliárd dollár értékű lesz.

## Fizetések
Ukrajnában az országos átlag havi fizetés 2015-ben 3059 hrivnya, a fővárosi átlagbér (amely az ország legjobban megfizetett régiója) 5427 hrivnya, míg Kárpátalján 2804 hrivnya az átlag fizetés értéke.

### Bruttó átlagbérek Ukrajnában 2015 januárjában[15]
| Ágazat/foglalkozás     | Bruttó átlagbér hrivnyában |
| ---------------------- | -------------------------- |
| Repülés                | 13 723                     |
| Pénzügy és biztosítás  | 7 192                      |
| Informatika, távközlés | 5932                       |
| Szolgáltatás           | 2401                       |
| Mezőgazdaság           | 2386                       |
| Postai dolgozók        | 1936                       |
| Ápolónő                | 1400                       |

## Gazdasági ágazatok
Az ukrán gazdaság ágazati struktúrája a következő (százalékban megadva):
- elektroenergetika 6,3%
- tüzelőanyag-ipar 12,3%
- vaskohászat 12,4%
- színesfémkohászat 1,1%
- gépgyártás 31,2%
- vegyipar és kőolaj-feldolgozás 5,5%
- faipar 3,2%
- építőanyag-ipar 5,8%
- könnyűipar 6,5%
- élelmiszeripar 12,8%
- egyéb iparág 2,9%

### Tüzelőanyag-ipar
- Szénipar – jellemző rá, hogy főleg a Donyec-medencében összpontosul; a termelés többnyire föld alatt történik és több kőszenet bányásznak, mint barnaszenet. (Donyeci kőszénmedence, Lvivi–Volinyi kőszénmedence, Dnyeperi-barnaszénmedence)
- Kőolaj- és földgázipar – a kitermelt mennyiség nem fedezi az ország szükségleteit, ezért behozatalra szorul (Oroszországból importálják). Kárpáti kőolaj és földgázrégió, dnyeperi–donyeci kőolaj és földgázrégió, fekete-tengeri–krími földgázrégió.
- Tőzegipar – a tőzegnek, mint tüzelőanyagnak Ukrajnában a mezőgazdaság, az üveg-, a porcelán-, az élelmiszer- és a helyi ipar a legfontosabb felhasználója.

### Energetikai komplexum
Ukrajnában villamosenergiát hőerőművekben, atomerőművekben és vízerőművekben állítanak elő. Az előállított villamosenergia mennyisége 171,4 milliárd kWh-t tett ki, melynek 48,2%-át hőerőművek, 45,1%-át atomerőművek és 6,7%-át vízerőművek adták. 2014-ben az ország villamosenergia szükségletének 60 százalékát olaj-, gáz- és széntüzelésű hőerőművek biztosították, melyeknél a Kelet-ukrajnai háború következtében decemberre a tüzelőanyag tartalékok drámaian megcsappantak.
- Ukrajnában 15 hőerőmű működik. Ezek az ország azon területein helyezkednek el, ahol tüzelőanyagok (kőszén, kőolaj, földgáz, pakura) vagy kőolaj- és földgázvezetékek találhatóak.
- Az atomenergetika a villamos áram előállításának ökológiailag legtisztább technológiáját kínálja. Előnyei közzé tartozik a stabil teljesítmény is. Atomerőműveket olyan helyeken telepítenek, ahol fűtőanyaghiány van.
- A vízerőművek teljesítménye Ukrajnában elmarad a hőerőművek és az atomerőművek mögött. Vízerőművek a Dnyeperen, a Dnyeszteren és Kárpátalja több folyóján találhatóak.

A fenti adatok Oroszország Ukrajna elleni agressziója során jelentősen megváltoztak. Orosz csapatok 2022. március elején elfoglalták a zaporizzsjai atomerőművet. 2023. június elején megsemmisült a kahovkai vízerőmű. 2024. márciustól Oroszország nyolc nagyobb hullámban hatalmas rakéta- és légicsapásokat mért az ukrán energiaszektorra, többek között a Dnyeperi vízerőműre. A hőerőművek több mint 90 százaléka és a vízerőművek több mint 45 százaléka egy időre üzemképtelenné vált. Az ukrán energiaügyi minisztérium közlése szerint az ország összesen közel 9000 MW kapacitást veszített el. 2023 telén az energiarendszer maximális kapacitása elérte a 18 000 MW-ot, 2024 nyarán kevesebb mint 10 000 MW volt. Ennek 60%-át atomerőművek szolgáltatták. A kiesett termelőegységek helyreállítása nagy erőkkel folytatódott. 2024 nyarán ukrán fennhatóság alatt három atomerőmű termelt: a rivnei, a hmelnickiji és a Dél-ukrajnai atomerőmű összesen kilenc reaktorral.

### Vaskohászat
Ukrajna vaskohászati komplexuma összetett ágazat. Az ipari vállalatok a nyersanyagtermelő vidékeken vagy ahhoz közel helyezkednek el. Ukrajna jelentős mennyiségű vasérc, mangánérc és kőszén készletekkel rendelkezik. Ukrajna területén három vaskohászati központ található:
- Dnyepermelléki régió – Dnyipro, Zaporizzsja, Krivij Rih, Nyikopol
- Donyeci régió – Doneck, Makijivka, Luhanszk
- Azov melléki régió – Mariupol és Kercs

2013-ban még 32,722 millió tonna acélt állítottak elő Ukrajnában, amely 2014-ben 27,160 millió tonnára csökkent, azaz 17 százalékkal visszaesett az előző éves adathoz képest. A csökkenés elsődleges oka az, hogy több acélgyár volt kénytelen leállítani az acélgyártást az ország délkeleti, keleti részén folyó harcok miatt.

### Színesfémkohászat
Ukrajnában a színesfémkohászat a 19. század végén indult fejlődésnek, napjainkban gyengén fejlett. A vállalatok elhelyezkedését két tényező befolyásolja: a nyersanyag és az energia. Az országban a színesfémkohászat számára korlátlan természeti erőforrásokkal rendelkezik (bauxit, nefelin, arany, réz, ólom, cink, higany, kobalt, platina stb.). Ukrajna területén két színesfémkohászati régió van:
- Donecki régió – Kosztyantinyivka, Bahmut, Torez, Szverdlovszk tartozik ide (cink, sárgaréz)
- Dnyepermelléki régió – Zaporizzsja, Mikolajiv, Szvitlovodszk tartozik ide (alumínium, magnézium)

#### Érclelőhelyek
Ebbe a csoportba tartoznak a vasérc, mangánérc, uránérc, titánérc, nikkelérc, polimetál, higany és az arany.
- Vasérc: Krivij Rih, Kercs, Kremencsuk, Bilozeri.
- Mangánérc: Nyikopol, Velitokomaki, Marhanec, Dnyiprorudne.
- Uránérc: Zsovtyi Vodi, Dnyipro
- Titánérc: Irsanszk, Dnyipropetrovszki terület.
- Nikkelérc: Kirovohradi terület.
- Polimetál ércek (ólom, cink): Bergyanszk, Muzsaj, Truszkavec.
- Higany: Donecki terület ikikivszke, Visk (Ukrajna a második helyet foglalja el a világon).
- Arany: Muzsaj, Dnyipro, Odessza.

#### Egyéb ásványi lelőhelyek
Ide tartozik a kálisó, konyhasó, magnéziumsó; különböző építőanyagok: kréta, márvány, agyag, mész; valamint: grafit, foszfor, ásványi vizek, ásványi sarak.
- Kálisó: Kalus, Sztebnik. Káliműtrágya gyártásához használják.
- Magnéziumsó: Elő-Kárpátok, Észak-Krím. Gumiiparban, papírgyártásban, gyógyszergyártásban, tűzálló termékek gyártásánál használják.
- Konyhasó: Doneck, Kárpátalja, Szivas-öböl.
- Építőanyagok: Ukrajna egész területén.
- Mészkövek: Doneck, Krím.
- Foszforit: Ivano-Frankivszk, Harkiv, Zaporizzsja, Szumi.
- Kréta: Doneck, Szumi, Luhanszk, Harkiv.
- Ásványi vizek: Szolyva, Sajan, Truszkavec, Feodoszija.
- Ásványi sarak: Szaki, Jevkatolia.

### Gépgyártás
Fejlettségére és szerkezetére rányomta bélyegét a volt Szovjetunió gazdasági szerkezete, melytől napjainkban próbál kiszabadulni.
A gépgyártás ágazatai:
- nehézgépgyártás – a gazdaság legfejlettebb ágazatai közzé tartozik; gépeket és berendezéseket gyárt a szénipar, vegyipar, kohászat, kőolaj- és földgázipar számára; legnagyobb vállalatai: Harkiv, Doneck, Dnyipro, Krivij Rih, Luhanszk;
- közlekedési gépgyártás – bonyolult és területileg összetett és kiterjedt ágazat, mely több részre oszlik:
  - mozdonygyártás – Luhanszk, Harkiv;
  - vagongyártás – Kamjanszke, Kremencsuk, Kijev;
  - trolibuszgyártás – Kijev, Dnyipro;
  - gépkocsigyártás – a gépkocsikat részegységekből és alkatrészekből szerelik össze az autógyárakban: autóbusz Lviv, tehergépkocsi Kremencsuk, traktor Harkiv;
  - hajógyártás – tengeri hajók: Mikolajiv, Herszon; folyami hajók: Kijev, Kercs;
  - repülőgépgyártás – Kijev, Harkiv, Lviv;
  - daru-, építőipari- és útépítő gépek gyártása – Dnyipro, Zaporizzsja, Harkiv, Odessza, Zsitomir.
- energetikai gépgyártás – turbinákat Harkivban, Poltavában, Sztahanovban; dízelmotort Tokmakban, Beriszlavban, Pervomajszkban gyártanak;
- elektrotechnikai gépgyártás – Harkiv, Kijev, Zaporizzsja, Lviv;
- szerszámgépgyártás – Kijev, Zsitomir, Lviv, Harkiv;
- mezőgazdasági gépgyártás – üzemei az ország egész területén megtalálhatóak; Ternopil, Dnyipro, Bila Cerkva, Umany, Csernyivci.

Az ország gépgyártásának további fejlesztésére műszaki átalakítást, felújítást, tőkebefektetést kell végrehajtani, hogy versenyképes ágazat legyen.

### Vegyipari komplexum
- Bányavegyészet – Szlovjanszk, Bahmut, Kalus, Novij Rozdol.
- Alapkémia
  - kokszkémia: kénsav, orvosi készítmények, rovar- és gyomirtószerek gyártása;
  - műtrágyagyártás: nitrogénműtrágya – Kamjanszke, Zaporizzsja, káliműtrágya – Kalus, foszforműtrágya – Vinnicja, Szumi;
  - kénsavgyártás – Szumi, Rivne;
  - szódagyártás – Szlovjanszk, Liszicsanszk, Kalus;
- Szervesszintézís-kémia
  - lakkfestékgyártás: Dnyipro, Odessza, Lviv, Krivij Rih;
  - műanyaggyártás: Zaporizzsja, Kamjanszke;
  - olajkémia és gumiazbeszt: Kremencsuk, Herszon, Kijev, Bila Cerkva, Dnyipro.

### Faipari komplexum
- Fafeldolgozó ipar – Legnagyobb központjai a fakitermelő vidékeken és azok környékén helyezkednek el: Rahó, Perecseny, Munkács, Lviv, Ivano-Frankivszk, Csernyivci, Luck. Innen kerül ki a furnér, fűrészáru, faforgács- és farostlemezek, a fa építőanyagok.
- Cellulóz- és papíripar – legnagyobb központjai: Rahó, Herszon, Izmajil. Cellulózt főleg a gyenge minőségű tű- és lomblevelű fákból, illetve a fafeldolgozás hulladékából nyernek, amiből azután papír készül.
- Favegy- és hidrolízisipar – favegyipari központok: Perecseny, Szolyva, Szlavuta. Metil-alkohol, gyanta, kámfor, terpentin, ecetsav, faszén gyártása tartozik ide.

### Építőanyag-ipar
- Cementipar – Kamjanszke, Krivij Rih, Kamjanec-Pogyilszkij, Bahcsiszaraj.
- Téglagyártás – téglagyárak az egész ország területén megtalálhatóak.
- Vasbeton szerkezetek és elemek gyártása – Kijev, Harkiv, Dnyipro, Doneck, Odessza.
- Kerámia, csatornacső, padlócsempe gyártása – Harkiv, Lviv, Bahmut, Szlovjanszk.
- Épületüvegipar – Bahmut, Liszicsanszk, Lviv, Zaporizzsja, Odessza, Kosztyantinyivka.

### Könnyűipar
- Textilipar – a legfontosabb könnyűipari ágazat. Több ágazata van:
  - gyapotipar – import nyersanyagot dolgoz fel. Herszon, Doneck, Ternopil, Kijev, Harkiv, Lviv;
  - gyapjúipar – helyi és import nyersanyagot használ. Csernyihiv, Doneck, Krivij Rih, Odessza, Luhanszk, Szumi;
  - lenipar – főleg a Zsitomiri, Rivnei, Lvivi és Csernyihivi területeken helyezkedik el;
- Kötöttáruipar – Kijev, Harkiv, Lviv, Odessza, Luhanszk, Zsitomir;
- Konfekcióipar – Kijev, Odessza, Dnyipro, Mikolajiv, Zaporizzsja.
- Bőr- és lábbeliipar – Kijev, Luhanszk, Odessza, Dnyipro, Mikolajiv, Zaporizzsja. Fejlett a prémtermelés is: Balta, Zsmerinka, Tiszmenicja.

### Élelmiszeripar
- Liszt- és daraipar – Kijev, Harkiv, Odessza, Dnyipro,
- Cukoripar – az ország egyik vezető ágazata. Dolina, Kremenec, Berdicsiv, Cserkaszi, Szumi.
- Olaj- és zsíripar – Dnyipro, Zaporizzsja, Polohi, Melitopol.
- Keményítő- és szirupipar – a burgonyatermelő vidékeken összpontosul.
- Gyümölcs- és zöldségfeldolgozóipar – a termővidékekhez kapcsolódik.
- Tejfeldolgozó-ipar – Ungvár, Lviv, Hmelnickij, Kijev, Harkiv.
- Húsipar – Kijev, Poltava, Harkiv, Odessza, Doneck.

2014-ben az év első 10 hónapjában mért 19 százalékos infláció hatására az élelmiszeripari termékek ára is jelentősen megemelkedett. A következő lista a különböző élelmiszeripari termékek októberi, egy hónap alatt bekövetkezett drágulását mutatja be:
- a tojás +13,2%-kal;
- a szalonna +11,2%-kal;
- a rizs, a kenyér, a hús és húskészítmények, a tej és tejtermékek, az üdítőitalok, az étolaj, valamint a zöldségek +5% körüli értékkel nőtt, míg eközben a
- cukor -4,1%-kal;
- a gyümölcsök ára -2,1%-kal csökkent.[1]

### Agráripari komplexum
Az agráripari komplexum felépítése:
- mezőgazdaság – növénytermesztés és állattenyésztés
- élelmiszeripar
- mezőgazdasági termékek tárolását, szállítását, értékesítését végző vállalatok, mezőgazdasági gépek és berendezések gyártása.

Az agráripari komplexumon belül a mezőgazdaság a vezető ágazat, ahol a növénytermesztés fejlettebb, mint az állattenyésztés.

#### Növénytermesztés
Az ország növénytermesztésének az alapját a búza, rozs, kukorica rizs, zab termesztése képezi. Egyéb termesztett növények: cukorrépa, napraforgó, kender, dohány, len, burgonya, zöldségek, cseresznye, dió, barack, szőlő.
Az országban 2016-ban 66 millió tonna gabonát termeltek, amely 9,7 százalékkal több, mint a 2015-ben megtermelt gabona mennyisége. Exportként 43,8 millió tonna gabona került eladásra. (A gazdaságpolitikai elemzők a korábban magasabb exportarány miatt a 2022-ben kitört orosz-ukrán háború, illetve a klímaváltozás hatására gyakrabban előforduló aszályos időszakokig "Európa kenyereskosaraként" emlegették az országot.)

#### Állattenyésztés
Az állattenyésztéshez tartozik Ukrajnában a szarvasmarha, sertés, baromfi, juhtenyésztés, a méhészet, a halászat.

### Közlekedés
Ukrajna területén fut végig a III-as és V-ös Helsinki-folyosó. Ezeken a folyosókon Kijevtől Berlinig lehet eljutni illetve Kijevtől akár Triesztig is.
Vasúti közlekedés – A vasútvonalak hossza az országban meghaladja a 30 ezer km-t. A teherforgalomban Ukrajnában első helyen áll (45%-át teszi ki a teherforgalomnak). Vasúton szenet, vasércet, kőolajat, építőanyagokat, mezőgazdasági-, kohászati-, gépgyártási termékeket szállítanak. Legnagyobb vasúti csomópontok: Kijev, Harkiv, Dnyipro, Lviv, Kovel, Krivij Rih, Zsmerinka, Konotop, Csap. Legfontosabb vasútvonalak: Donyec-medence–Krivij Rih, Harkiv–Kijev–Lviv, Odessza–Kijev–Moszkva, Donyec-medence–Kijev–Lviv–Csap–Budapest/Prága.
Közúti közlekedés – Nagy jelentősége van a rövid távolságra való utas- és teherszállításban. Előnye a mozgékonyság és a rakomány fogyasztóhoz való szállítása, hátránya a nagy önköltség.
Legfontosabb autóútvonalak: Kijev–Lviv, Kijev–Harkiv, Kijev–Dnyipro–Doneck, Kijev–Odessza, Kijev–Moszkva stb. Legfontosabb nemzetközi határátkelőhelyek: Ungvár (Szlovákia, Csehország irányába), Csap (Magyarország, Ausztria), Porubnij (Románia), Mosztiszkij és Ljubomli (Lengyelország).
Tengeri közlekedés – Ukrajna földrajzi fekvéséből adódóan fontos szerepet játszik az export-import kapcsolatokban. Ukrajna legnagyobb tengeri kikötői: Odessza, Illicsevszk, Mikolajiv, Mariupol, Izmajil. A tengeri szállításban a kőszén, kőolaj és kőolajszármazékok, építőanyagok vannak túlsúlyban. Ukrajnában 17 kikötőben van személyforgalom, pl.: Szevasztopol, Jalta, Feodoszija, Bergyanszk, Kercs stb.
Folyami közlekedés – a teher- és személyszállításban az utolsó helyen áll. Teherszállításban az építőanyagok, szén, koksz, vasérc, mangánérc szállítása dominál. A folyami közlekedésben a Dnyeper-medence játssza a fő szerepet (Dnyeper, Pripjaty, Gyeszna), továbbá a Duna alsó szakaszán, a Déli-Bugon, a Dnyeszteren történik. Legnagyobb folyami kikötők: Kijev, Kremencsuk, Dnyipro, Zaporizzsja.
Légi közlekedés – a hosszú távú személyszállításban és a gyorsan romló áruk szállításában játszik fontos szerepet. Előnye a gyorsaság. Legnagyobb repülőterek Ukrajnában: Boriszpili nemzetközi repülőtér (Kijev), Kijevi nemzetközi repülőtér, Hosztomeli repülőtér (teherszállítás), Harkivi nemzetközi repülőtér, Donecki repülőtér, Odessza, Szimferopol, Lvivi repülőtér .
Csővezetékes szállítás – kőolaj, földgáz és más cseppfolyós és gáznemű valamint szemcsés anyagok szállítására szolgál. Ukrajna területén több belföldi és nemzetközi csővezeték található: Barátság kőolajvezeték, Micsurinszk–Kremencsuk kőolajvezeték, Davas–Kijev–Moszkva gázvezeték, Sebelinka–Dnyipro gázvezeték, Krivij Rih–Odessza–Chişinău gázvezeték, Urengoj–Pomari–Ungvár gázvezeték.